# Frederik Carl Emil von der Lühe
Frederik Carl Emil von der Lühe (4. marts 1751 – 9. marts 1801 i Wien) var en dansk amtmand, kammerherre og forfatter.
Von der Lühe var født 4. marts 1751 som søn af daværende amtmand, kammerherre Gideon von der Lühe (1704-55) og Margrethe Hedevig født von Lützow (død 1768). Han kom tidligt til hoffet som page hos dronning Caroline Mathilde, steg til kammerherre (1780) og blev 1782 deputeret i Økonomi- og Kommercekollegiet, men måtte i 1784, efter regeringsskiftet, gå som amtmand til Neumünster Amt, hvor han ikke kunne trives. Hans talrige breve til Johan Bülow, brødrene Nicolai og P.C. Abildgaard m.fl. københavnske venner (se den sorøske manuskriptsamling nr. 43 d osv.) indeholder bitter kritik og stærke anklager imod magthaverne, særlig A.P. Bernstorff, som han gav skylden for sin forvisning.
Da han kom til erkendelse af det frugtesløse i sine politisk-patriotiske aspirationer, søgte han orlov 1787, drog udenlands og bosatte sig i Wien, opnåede 1789 at blive virkelig regeringsråd og viceadministrator over de kejserlige domæner i Nederøstrig, men afskedigedes nogle år før sin død som pensioneret førstekæmmerér. Embedslivet lå nu engang ikke for von der Lühes mere teoretiske åndsretning.
Hans kundskabsfylde, poetiske talent og personlige elskværdighed havde imidlertid skaffet ham højtformående venner, og han vandt anerkendelse ved sin, oprindelig som manuskript udgivne, Hymnus an Flora (1790) og det 10 år senere trykte sidestykke Ceres – dele af et stort didaktisk digt i hexametre. I sine sidste leveår var von der Lühe katolik. Kun 50 år gammel døde han ugift i Wien 9. marts 1801.